# Wolf-Dieter Hasenclever
Wolf-Dieter Hasenclever (* 19. November 1945 in Remscheid) ist ein deutscher Politiker (SPD, AUD, Grüne, zuletzt FDP) und Pädagoge. Bekannt wurde er als Vorsitzender der ersten Parlamentsfraktion der Grünen im Landtag von Baden-Württemberg (1980–1983) sowie 1998 als Oberbürgermeister-Kandidat in Tübingen. Bis 2010 war er Präsident des Niedersächsischen Landesamtes für Lehrerbildung und Schulentwicklung in Hildesheim.

## Leben

### Studium und Berufseinstieg
Nach dem Abitur am Ernst-Moritz-Arndt-Gymnasium Bonn studierte Hasenclever in den Jahren 1965 bis 1970 Mathematik und Physik an der Rheinischen Friedrich-Wilhelms-Universität Bonn sowie an der Albert-Ludwigs-Universität Freiburg. Er schloss sein Studium mit dem Ersten Staatsexamen für das Lehramt an Gymnasien ab. Im Jahr 1966 trat Hasenclever in die SPD ein, wurde 1967 Asta-Vorsitzender in Freiburg und später Landesvorsitzender des Sozialdemokratischen Hochschulbundes in Baden-Württemberg. Außerdem gehörte er dem Landesvorstand der baden-württembergischen Jusos an. Nach seinem Studienabschluss arbeitete Hasenclever bis 1980 als Gymnasiallehrer in Tübingen sowie nebenberuflich beim Leibniz Kolleg. Im benachbarten Ammerbuch wurde er SPD-Ortsvereinsvorsitzender, trat aber im Dezember 1977 aus Protest gegen die Umwelt- und Atompolitik der Bundesregierung unter Helmut Schmidt aus der SPD aus und der Aktionsgemeinschaft Unabhängiger Deutscher (AUD) bei.

### Karriere bei den Grünen
Im September 1979 gehörte Hasenclever zu den Gründungsmitgliedern der baden-württembergischen Grünen und wurde deren erster Landesvorsitzender. Im selben Jahr wurde Hasenclever in den Kreistag des Landkreises Tübingen gewählt, wo er Fraktionsvorsitzender seiner Partei wurde. Hasenclever war ebenfalls Gründungsmitglied der Bundespartei und hielt beim Gründungsparteitag der Grünen am 12. Januar 1980 in Karlsruhe die Eröffnungsrede. Im Jahr 1980 zog er als Abgeordneter des Wahlkreises Tübingen in den Landtag von Baden-Württemberg ein. Dort wurde er Vorsitzender der grünen Landtagsfraktion und Mitglied des Finanzausschusses. 1983 trat er vom Fraktionsvorsitz zurück und kandidierte 1984 weder für Land- noch Kreistag. Als Grund für seinen Rückzug aus der Politik nannte er das Rotationsprinzip, das die baden-württembergischen Grünen nach der Neuwahl des Landtags im März 1984 verankern wollten. Sein Nachfolger als Fraktionsvorsitzender wurde Winfried Kretschmann.
Nach seinem Ausscheiden aus dem Landtag zog Hasenclever nach Schelklingen, wo er bis 1986 als Studienleiter an der Urspringschule arbeitete. In den Jahren 1986 bis 1999 war er Leiter des Internats Schule Marienau in Dahlem (Niedersachsen), die als Landerziehungsheim vom Reformpädagogen Max Bondy im Jahr 1923 gegründet wurde. Er etablierte den Ökologischen Humanismus in der reformpädagogischen Erziehungsausrichtung des Internats. 1998 kandidierte er als gemeinsamer Kandidat der Grünen und der Alternativen Liste (AL) Tübingen als Oberbürgermeister in Tübingen. Im ersten Wahlgang konnte er mit 28 % vor Brigitte Russ-Scherer (SPD, 26,6 %) die meisten Stimmen auf sich vereinigen. Im zweiten Wahlgang setzte sich Russ-Scherer hingegen mit 42 % gegen Hasenclever durch, der 40,5 % erhielt.

### Selbstständigkeit, Professur und weiteres Engagement
Nach der verlorenen Oberbürgermeisterwahl 1999 zog er nach Berlin, wo er Partner in einer Unternehmensberatung wurde. Im Jahr 2001 trat er bei den Grünen aus. Seinen Schritt begründete er mit der mangelnden Reformkraft der Partei in der Bildungspolitik und der Zusammenarbeit der Berliner Grünen mit der PDS. Im April 2002 wurde er zum bildungspolitischen Referenten und Berater der FDP-Bundestagsfraktion berufen. Im Dezember 2006 wechselte er in das CDU-geführte Niedersächsische Kultusministerium und arbeitete vom September 2008 bis zum Oktober 2010 als Präsident des Niedersächsischen Amtes für Lehrerbildung und Schulentwicklung in Hildesheim. Seit November 2010 ist er Beamter im Ruhestand und selbstständiger Politik-, Projekt- und Unternehmensberater. Im Jahr 2013 trat er aus der FDP aus und ist seitdem parteilos.
Hasenclever, der im Jahr 2008 schon als Honorarprofessor am Baltic College unterrichtete, wurde 2013 ordentlicher Professor für angewandte Wirtschaftsethik, Entrepreneurship und Nachhaltigkeit an der Fachhochschule des Mittelstands (FHM) in Schwerin. Zuvor hatte er Lehraufträge u. a. an der Universität Hamburg inne.
Er ist Mitglied des Kuratoriums der Tübinger Integrata-Stiftung und Mitherausgeber der „Jahrbücher für Nachhaltige Ökonomie“. Außerdem engagiert Hasenclever sich in zahlreichen Vereinen. So ist er Vorsitzender des wissenschaftlichen Beirats des deutschen Vereins Networks for Teaching Entrepreneurship (NFTE), Vizepräsident der „Gesellschaft der Freunde Marokkos“ und Ehrenmitglied der  „Akademie für Rechtskultur und Rechtspädagogik“, ist Mitglied des „Förderkreises Gründungs-Forschung“ und Mitglied des „Deutschen Netzwerks Wirtschaftsethik“.

### Persönliches
Wolf-Dieter Hasenclever ist verheiratet, hat zwei Kinder und wohnt in Berlin.